# Bombus irisanensis
Espèce
Bombus irisanensis est une espèce rare de bourdons endémique de Luçon aux Philippines,.

## Description
Les poils sur la tête sont principalement noirs, le thorax est noir sur le dos et jaune rougeâtre sur les côtés. Les deux premiers segments de l'abdomen sont jaunes et les autres sont noirs. Les pattes sont noires et les ailes sont de couleur suie, mais « suffisamment transparentes pour que l'impression soit facilement lisible à travers elles ».
Le spécimen holotype a été collecté entre 1906 et 1910, fin mai, par un collectionneur inconnu,. Il a été déposé au Natural History Museum de Londres et nommé officiellement pour la première fois par Theodore Dru Alison Cockerell en 1910. Il est placé dans le sous-genre Bombus (Megabombus).
Le premier enregistrement numérique public de Bombus irisanensis a été ajouté à iNaturalist en juin 2019 par Paul Englerr. Le dossier peut être la première documentation de son existence continue depuis les années 1990. 
Plusieurs articles publiés notent qu'il a été évalué comme « vulnérable » sur la liste rouge de l'UICN,. Il n'était pas répertorié sur le site Web de l'UICN en décembre 2020[Depuis quand ?].

## Systématique
Le nom valide complet (avec auteur) de ce taxon est Bombus irisanensis Cockerell, 1910.

## Étymologie
Son épithète spécifique, composée de irisan et du suffixe latin -ensis, « qui vit dans, qui habite », lui a été donnée en référence à Irisan, un barangay (district) de Baguio, où il a été découvert,. 